# یولا دآوریل
یولا دِآوریل
```
(
انگلیسی
: 
Yola d'Avril
؛ 
۸ آوریل ۱۹۰۷
 – 
۸ آوریل ۱۹۰۷
) 
بازیگر
 اهل 
فرانسه
 بود.
```

## گزیدهٔ فیلم‌شناسی
- متاسفم، شماره اشتباه است (۱۹۴۸)
- ماجرای مرموز و پرالتهاب (۱۹۴۶)
- اکنون، ای مسافر (۱۹۴۲)
- بر باد رفته (۱۹۳۹)
- کاپیتان بلاد (۱۹۳۵)
- تارزان و معشوقه‌اش (۱۹۳۴)
- در جبهه غرب خبری نیست (۱۹۳۰)
- جلوه عشق (۱۹۲۹)
- خوش‌اخلاق باش بانو (۱۹۲۸)
- دام (۱۹۲۸)
- زیبایی آمریکایی (۱۹۲۷)